# 8 milioni di modi per morire
8 milioni di modi per morire (8 Million Ways to Die) è un film del 1986 scritto da Oliver Stone, diretto da Hal Ashby con Jeff Bridges, Rosanna Arquette e Andy García al suo primo ruolo importante.

## Trama
Matt Scudder è un poliziotto costretto al congedo per aver ucciso un pregiudicato sotto l'influenza dell'alcool. Scudder cade nel profondo baratro dell'alcolismo, distruggendo il suo matrimonio ed il rapporto con la figlia. Dopo un periodo di cura e recupero presso un'associazione di alcolisti, Scudder cerca di ricominciare una nuova vita tentando di recuperare almeno il rapporto con la figlia. Tuttavia, viene contattato da Sunny, una prostituta di lusso che lavora presso la prestigiosa casa da gioco di un certo Walker, un noto ex criminale redento.
La donna, nervosa e timorosa, chiede protezione a Scudder per uscire dal giro della prostituzione, temendo ritorsioni da parte di Walker. In realtà, intorno a Sunny si aggira anche Angel Moldonado, un narcotrafficante in ascesa. A conoscenza delle reali intenzioni di Sunny, è Sarah, una collega del giro di prostitute di Walker, nonché la preferita di Angel. Sunny viene rapita e brutalmente assassinata, causando una nuova caduta di Scudder nel tunnel dell'alcolismo per non essere riuscito a proteggerla. Scudder riesce a reagire, deciso a far luce sul caso aiutato da Sarah: scopre che in realtà Sunny voleva fuggire da Angel che l'aveva coinvolta nei suoi loschi traffici di droga. Angel Moldonado, messo alle strette da Scudder e Walker, rapisce Sarah per costringere i due uomini a scambiare la donna con una grossa partita di cocaina. Tuttavia, durante lo scambio, la rabbia di Walker per essere stato manipolato da Angel sfocia in una sparatoria che lo vede cadere vittima, mentre il malvivente fugge lasciando libera Sarah, che può così trovare rifugio tra le braccia di Scudder, di cui nel frattempo si è innamorata.
In un teso regolamento di conti finale tra Scudder e Maldonado, la vicenda trova il giusto epilogo. La vittoria reale sarà però quella di Scudder sull'alcolismo, con il proprio riscatto definitivo.

## La produzione
La storia produttiva del film è stata alquanto tormentata. Alla trama iniziale scritta da Stone, la PSO, società di produzione del film, volle aggiungere delle parti derivate dai romanzi di Lawrence Block, A Stab in the Dark e 8 Million Ways to Die. Ne risultò uno screzio tra Ashby e la produzione, che lo estromise dal progetto insieme al suo editor Robert Lawrence e licenziò Ashby, il quale chiese e ottenne la reintegrazione tramite una causa legale che diede ragione al regista, reintegrato nel film, oltre a fruttargli una cifra di 550 000 dollari, In seguito la sceneggiatura fu in parte riscritta da Ashby e Robert Towne. Stone nel frattempo stava girando il suo Salvador e in seguito ebbe a dichiarare che Ashby e la produzione litigarono "come cani e gatti".